# João Araújo (músico)
João Eduardo Farias de Araújo ou João Araújo (Recife, 13 de março de 1975) é um compositor, físico, músico e escritor brasileiro. No meio artístico da sua cidade natal é conhecido como João Poeta.

## Biografia
João Araújo nasceu em Recife   . Tem realizado projetos nas áreas da música, poesia, conto, crônica e ensaio. Seu percurso acadêmico foi trilhado de forma a investir na interdisciplinaridade entre as Ciências e as Humanidades: pela Universidade Federal de Pernambuco, formou-se mestre em Física e especializou-se em Literatura Brasileira. Depois, em Portugal, concluiu o Mestrado em Criações Literárias Contemporâneas. Como compositor e letrista, seu trabalho caracteriza-se pelo ecletismo, por vezes misturando influências regionais com sonoridades mais universais. Em particular, é compositor do gênero musical frevo, que faz parte da cultura da sua cidade natal, o Recife .
Alguns dos seus trabalhos foram premiados, a exemplo do Prêmio Jabuti 2011  na Categoria Ciências Exatas, Tecnologia e Informática como co-autor do livro Olival Freire Jr., Osvaldo Pessoa Jr, Joan Lisa Bromberg (Orgs) (2010). Teoria Quântica: Estudos Históricos e Implicações Culturais. Brasil: Editora Livraria da Física e Editora Eduepb. 458 páginas. ISBN 978-85-7861-092-0 . Outro exemplo, trata-se do 1° Lugar do concurso nacional de contos “Agostinho de Cultura – 2012” com o livro Araújo, João (2013). Os Destinos de Sofia. Brasil: Editora Adonis. ISBN 978-85-7913-155-4 

## Produção Bibliográfica
Alguns dos livros editados e publicados por João Araújo são listados a seguir:
1. Araújo, João (2013). Os Destinos de Sofia. Brasil: Editora Adonis. ISBN 978-85-7913-155-4
2. Araújo, João (2010). As cidades, os castelos e a onda. Imagens, diagramas e metáforas entre Calvino, Escher e Bohr. Lisboa: CFCUL/FdS. 151 páginas. ISBN 978-97-27542-74-1
3. Croca, J. R. and Araújo, João (Orgs.) (2010). A New Vision on PHYSIS - Eurhythmy, Emergence and Nonlinearity. Lisbon: CFCUL. 416 páginas. ISBN 978-98-98247-15-5
4. Araújo, João (2005). A Commedia dell'Arte no Lirismo do Carnaval de Pernambuco. Recife: Baraúna. 168 páginas. ISBN 978-85-98152-14-1
5. Araújo, João e Torres, Dalva (Orgs.) (2006). Sinfonia Carnavalesca. Recife: Baraúna. 206 páginas. ISBN 978-85-98152-29-5

## Produção Fonográfica
1. 2016: Rival do Destino
2. 2015: Um Bloco em Poesia - 15 Anos
3. 2010: 10 Anos de Poesia
4. 2005: Valsas Pernambucanas
5. 2003: Pernambucarnaval (produzido em parceria com a Mangaba Produtos)
6. 2003: Verso & Canção
7. 2000: Um Bloco em Poesia

## Composições
Algumas das composições de João Araújo são:
- Rival do Destino (João Araújo e Bozó 7 Cordas)
- Reino de Um Homem Só (João Araújo)
- De Boteco Em Boteco (João Araújo e Adalberto Cavalcanti)
- Manhã Feliz  (João Araújo e Márcio Resende)
- Ratazana de Paletó (João Araújo)
- Magano Maroto (João Araújo e Luciano Magno)
- Meu Tom  (João Araújo e Pedro Sousa)
- Água de Coentro  (João Araújo e Bráulio de Castro)
- Príncipe do Samba (João Araújo e Bozó 7 Cordas)
- Memórias da Imprensa (João Araújo)
- A Liga dos Blocos (João Araújo e Luciano Magno)
- Alô, Alô Recife (João Araújo e Dalva Torres)
- Alta Tensão (João Araújo e Luciano Magno)
- A Luz dos Blocos (João Araújo e Luciano Magno)
- Caboclo D'água (João Araújo e Luciano Magno)
- Estandarte Poesia (João Araújo e Adalberto Cavalcanti)
- Imensos Cordéis (João Araújo)
- Meu Principado (João Araújo e Luciano Magno)
- Monumento Armorial (João Araújo e Adalberto Cavalcanti)
- Moto Contínuo (João Araújo e Luciano Magno)
- Planeta Frevo (João Araújo)
- Pura Viração (João Araújo e Luciano Magno)
- Recife Amanheceu em Mim (João Araújo e Luciano Magno)
- Recordações (João Araújo e Adalberto Cavalcanti)
- Ruas, Blocos e Canções (João Araújo e Luciano Magno)
- Senhora das Águas (João Araújo e Dalva Torres)
- Trinados de Amor (João Araújo e Bozó 7 Cordas)
- Turbina no Tendão (João Araújo)
- Xequerê de Calunga (João Araújo e Luciano Magno)

## Alguns Artigos Científicos
Durante o seu percurso acadêmico, João Araújo publicou artigos científicos em diversos periódicos, revistas científicas e atas de congressos . Abaixo, lista-se alguns deles:
- Araújo, J.; Cordovil, J., Croca, J. R. Moreira, R. N. and Rica da Silva, A. (2009). «Some Experiments That Question the Completeness of Orthodox Quantum Mechanics». Adv. Sci. Lett (em inglês). 2 (4): 481-487(7). ISSN 1936-6612. doi:10.1166/asl.2009.1050. Consultado em 15 de maio de 2017
- Araújo, J.; Cordovil, J., Croca, J. R. Moreira, R. N. and Rica da Silva, A. (2009). «A Causal and Local Interpretation of Experimental Realization of Wheeler's Delayed-choice Gedanken Experiment» (PDF). Apeiron, The Online Journal (em inglês). 16 (2): 179-190. ISSN 0843-6061. Consultado em 15 de maio de 2017
- Araújo, J. E. F.; Macedo, A. M. S. (1998). «Transport through Quantum Dots: A Supersymmetry Approach to Transmission Eigenvalue Statistics». Physical Review B, Condensed Matter and Materials Physics (em inglês). 58: 13379-13382. ISSN 1098-0121. doi:10.1103/PhysRevB.58.R13379. Consultado em 15 de maio de 2017